# Ріго Янчі (торт)
Ріго Янчі (угор. rigójancsi) — угорський шоколадний торт, бісквіт із шоколадним кремом та повидлом. Був названий на честь Ріго Янчі (1858—1927), відомого угорського циганського скрипаля, та швидко набув популярності в Австро-Угорщині та Італії.

## Історія

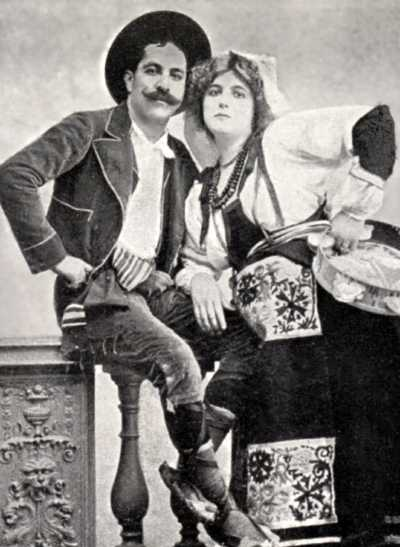
Клара Уорд та її другий чоловік Ріго Янчі на німецькій листівці. 1905

Клара Уорд, принцеса де Караман-Шіме, дочка детройтського мільйонера, і Янчі познайомилися у 1896 році, тоді як Ріго Янчі грав на скрипці у паризькому ресторані, де Клара вечеряла зі своїм чоловіком, бельгійським принцом Жозефом. Після серії таємних зустрічей Уорд та Риго втекли у грудні 1896 року. Між 1896 та 1898 роками в газетах багато писали про весілля скрипаля з бельгійською принцесою.
Джерела не сходяться на думці про походження торта. Дехто стверджує, що Ріго створив його разом з другом-кондитером, щоб здивувати Клару. Закохані часто зупинялися в Будапешті в готелі Nemzeti Szálló, який досі стоїть на площі Blaha Lujza tér. Саме там Ріго, як гадають, винайшов свій кондитерський шедевр.
Інші стверджують, що Ріго Янчі приніс цю випічку Кларі в паризькому кафе, а кондитер назвав її згодом Ріго Янчі.
19 січня 1897 Уорд розлучилася з принцом Жозефом, а скрипаль — зі своєю дружиною, і пара одружилася, ймовірно, в Угорщині. За деякими відомостями, невдовзі вони переїхали до Єгипту, де Клара навчила Ріго Янчі читати та писати. Ідилія тривала недовго, Ріго їй зрадив. Вони розлучилися, Ворд незабаром знову вийшла заміж за італійця Пеппіно Ріккардо, за наявними даними, офіціанта, якого вона зустріла в поїзді.

## Торт
Торт складається із двох шарів шоколадного бісквіта. Шоколадні бісквітні коржі виготовлені зі збитих яєчних білків, розплавленого шоколаду, олії, цукру, борошна та збитих яєчних жовтків. Між двома шарами шоколадного бісквіта знаходиться товстий шар насиченої шоколадно-кремової начинки та тонкий шар абрикосового джему чи повидла. Зустрічаються рецепти з білим кремом зі збитих вершків. Начинка може включати трохи темного рому та/або ванілі. Торт покритий шоколадною глазур'ю із чорного шоколаду. Перед подачею його охолоджують та нарізають на невеликі шматочки.